# Oberonia tahitensis
Oberonia tahitensis är en orkidéart som beskrevs av John Lindley. Oberonia tahitensis ingår i släktet Oberonia och familjen orkidéer.
Artens utbredningsområde är Sällskapsöarna. Inga underarter finns listade i Catalogue of Life.